# 아메리칸 항공 331편
2009년 12월 22일, 아메리칸 항공 331편 ( 워싱턴 DC – 마이애미 – 자메이카 킹스턴 )을 운항하고 148명의 승객과 6명의 승무원을 태운 아메리칸 항공 보잉 737-800 이 악천후에 킹스턴에 착륙하던 중 12번 활주로를 넘었다. 비행기는 공항 경계선 밖 지상으로 계속 이동하다가 해변에서 부서져 기기결함을 입었다.
충돌에 영향을 미치는 요인에는 착륙 시 항공기의 속도와 비행기가 활주로 문턱에서 4,000피트 이상 떨어진 곳에 닿는 것이 포함된다. 기여 요인에는 순풍 착륙에 대한 훈련을 제공하지 않은 아메리칸 항공의 실패와 순풍 착륙 시도와 관련된 이전의 치명적인 사고 이후 FAA가 상업 운영자에게 순풍 착륙에 대한 비행 승무원 교육을 요구하는 NTSB의 이전 권장 사항을 구현하지 못한 것이 포함되었다.

## 항공기 및 승무원

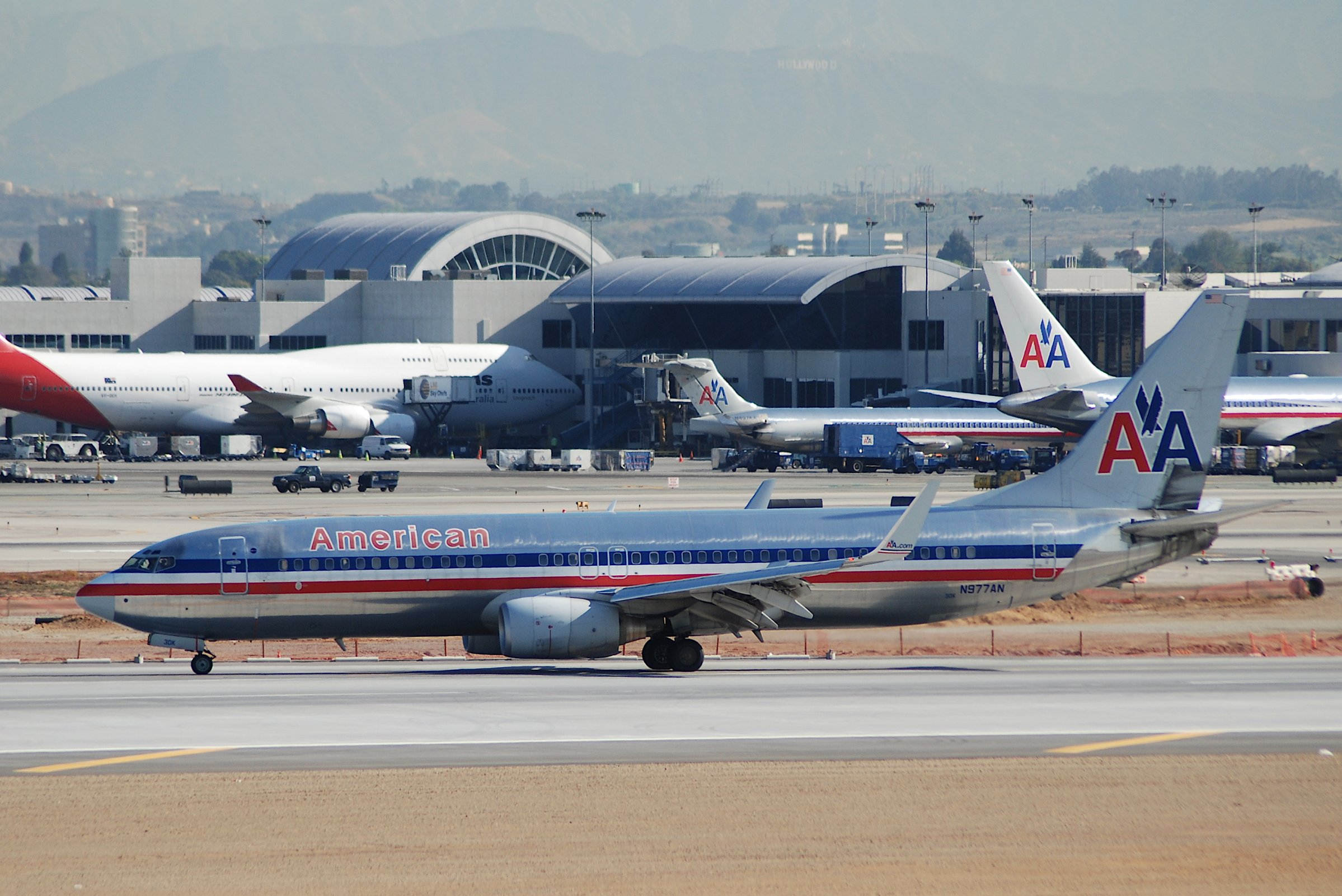
관련 항공기인 N977AN은 충돌 2년 8개월 전인 2007년 4월 19일 LAX 에서 촬영되었다.

관련된 항공기는 보잉 737-823, 등록번호 N977AN이었다. 항공기는 제조업체의 일련번호가 29550이며 2001년 11월 30일에 첫 비행을 했다 항공기는 등록 N1786B에 따라 첫 비행을 했으며 2001년 12월 20일 아메리칸 항공에 인도되었다
기장은 1986년 아메리칸항공에 입사한 49세의 브라이언 콜(Brian Cole)이었다. 그는 이전에 보잉 727 에서 기장/검사 항공병으로 근무했지만 현재는 항공사가 727을 퇴역시켰을 때 보잉 737 기장으로 근무했다. 콜 기장은 보잉 737의 2,727시간을 포함해 11,147시간의 비행 시간을 가졌고, 악천후 동안 킹스턴의 12번 활주로에 착륙한 경험이 있다. :34–36
부기장은 1998년부터 아메리칸 항공에 입사해 처음에는 보잉 727의 부기장으로 근무했다. 그는 2002년 보잉 737의 부기장이 됐다. 그는 6,120시간의 비행시간을 기록했으며 그 중 5,027시간을 보잉 737기에서 탑승했다. 두 조종사는 이전에 함께 비행한 적이 있다. 부기장은 콜 선장과 함께 "매우 편안하게 비행했다"고 말했다. :34,36–37
아메리칸 항공 331편은 사고 당시에 154명의 승객이 탑승하고 있었다. 사고로 인해 다행히 사망자는 발생하지 않았으나, 몇몇 승객이 경미한 부상을 입었다. 승객들은 비행기가 착륙에 실패하고 공항 밖의 표면에 멈춘 후 비상 대피 절차를 따랐다.
비행기가 길이 부족한 구간에서 급감속하고 꼬리와 엔진이 터널 벽에 부딪히면서 멈춘 상황에서, 승객들은 승무원의 안내에 따라 비상 대피를 실시했다. 이러한 비상 대피 상황에서는 승객들이 안전하게 비행기를 빠져나가는 것이 중요하였고, 다행히 큰 부상자는 발생하지 않았다.
승객들은 사고 후 공항 근처에서 구호 작업이 이루어질 때까지 대기하였고, 이후에는 해당 지역의 응급 서비스 및 항공사의 조치에 따라 안정적인 상태로 이동하였다.

## 사고
해당 항공편은 워싱턴 DC 의 로널드 레이건 워싱턴 내셔널 공항 에서 출발하여 플로리다주 마이애미의 마이애미 국제공항에 경유했다. 현지 시간 22시 22분(12월 23일 03시 22분, UTC ), 보잉 737-823기가 12번 활주로에 착륙하던 중 미끄러져 포장도로를 뛰어넘어 심각한 피해를 입었다. 당시 폭우가 보고됐다. 사고 이후 특별기상보고가 발령됐다.
일부 승객은 비행 중 기내 서비스가 여러 차례 중단된 후 난기류로 인해 완전히 취소되었다고 밝혔다.
또한 사고 당시 공항의 진입등 중 일부가 작동하지 않은 것으로 알려졌다. 자메이카 관계자들은 사고 당시 조명이 오작동한 역할을 경시했으며, 승무원들에게 통보했고 실제 활주로의 조명이 적절하게 켜져 있었다고 지적했다. 지상 항법시설은 사고 후 점검 항공기에 의해 평가되었으며 정상적으로 작동하는 것으로 확인되었다.
사고 당시 항공기는 동체 전체가 날개 앞뒤로 부서지고, 한쪽 날개는 엔진이, 다른 쪽 날개 끝부분은 파손되었으며, 기수 부분이 부서지는 등 상당한 피해를 입었다. 랜딩 기어가 고장나서 항공기가 엎어졌다. 그 추진력은 고속도로 속도로 경계 울타리를 통과하고 Norman Manley 고속도로를 가로질러 마침내 똑바로 세워져 Kingston의 외부 항구 와 탁 트인 카리브해 에서 몇 미터 이내로 이동했다. 737은 경제적으로 수리할 수 없을 정도로 손상되어 폐기되었다. 이번 사고는 보잉 737-800기의 6번째 선체 손실을 의미한다.
사고 당시 날씨가 열악하였고, 비행기는 비탈면의 끝에 위치한 공항 근처의 길이 짧은 터널에서 멈추게 되었다. 다행히 사고로 인한 사망자는 없었으며, 승무원과 탑승객 중 몇 명이 경미한 부상을 입었다.
이러한 사고의 원인은 날씨 조건, 비행기의 접지 속도, 착륙 절차 등 다양한 요인에 기인했다. 사고 후 FAA(미국 연방항공청)는 이러한 사건에서의 안전 절차를 강화하기 위한 교훈을 얻었으며, 이 사건은 비행 안전에 대한 더 많은 주의를 촉발시키는 계기가 되었다.

## 대응 및 조사
사고 후 공항이 폐쇄되어 약 400명의 여행객이 지연되었지만 나중에 꼬리 부분의 잔해로 인해 활주로 길이가 줄어들어 재개장되었다. 더 큰 항공편은 이틀 동안 Montego Bay의 Sangster 국제 공항 으로 우회되었다.
사고에 대한 조사는 국가교통안전위원회(National Transportation Safety Board)에 의해 시작되었다. 그들은 조사에서 자메이카 민간 항공국 관리들을 돕기 위해 팀을 보냈다. 아메리칸 항공은 또한 다른 조사관들을 돕기 위해 추락팀을 파견했다.
이후 보고서에 따르면 승무원은 그날 밤 도착을 위해 자동 터미널 정보 서비스(ATIS)가 방송한 지정된 활주로인 활주로 12에 대한 계기 착륙 시스템(ILS) 접근을 요청하기 위해 자메이카 항공 교통 관제소에 연락했다. 그러나 그들은 활주로 12의 순풍 상황에 대한 조언을 받았고 활주로 30에 착륙하기 위한 선회 접근 방식을 제안했다. "승무원들은 12번 활주로에 대한 요청을 반복했고 이후 관제사가 승무원들에게 활주로가 젖었다고 알리면서 해당 활주로에 착륙하도록 허가를 받았다."
자메이카 민간항공국장 오스카 더비(Oscar Derby) 대령은 사고 다음 주에 제트기가 8,910 피트 (2,720 m) 높이의 절반쯤 내려갔다고 말했다. 활주로. 그는 또한 737-800에는 헤드업 디스플레이("HUD")가 장착되어 있다고 언급했다. 조사 중인 다른 요인으로는 "순풍과 비에 젖은 활주로"가 포함되었다. 문제의 활주로에는 대형 공항에서 흔히 볼 수 있는 빗물 분산 홈이 설치되어 있지 않았다. 항공기는 착륙 당시 상대적으로 무거운 연료를 적재하고 있었다. 그것은 미국으로 돌아가는 왕복 비행에 충분한 연료를 싣고 있었다.
FDR은 나중에 항공기가 약 4,100 피트 (1,200 m) 에 착륙했다고 밝혔다. 8,910 피트 (2,720 m) 아래로 긴 활주로. 일반적으로 터치다운은 1,000 피트 (300 m) 사이이다. 및 1,500 피트 (460 m) . 항공기는 여전히 72 마일 매 시 (63 kn; 116 km/h) 로 비행하고 있었다. 활주로 끝을 이륙했을 때. 항공기는 16 마일 매 시 (14 kn; 26 km/h) 로 착륙했다. 순풍, 17 마일 매 시 (15 kn; 27 km/h) 제한 이내 .
추락 후 아메리칸 항공이 2주 동안 세 번의 착륙 사고를 겪은 후 회사 착륙 절차에 대한 FAA 검토에 참여했다고 발표되었다. 다른 두 경우에는 비행기 날개 끝이 착륙 중에 땅에 닿았다. NTSB가 조사하는 동안 승무원은 사고 후 인터뷰에서 순풍 조건에서 착륙 수행에 대한 교육을 받지 못했다고 NTSB에 알렸다. 또한 NTSB는 다른 아메리칸 항공 조종사로부터 뒷풍 착륙에 대한 시뮬레이터 훈련을 받지 않았거나 뒷풍 착륙과 관련된 활주로 초과 위험에 대한 지침을 받지 못했다는 말을 들었다.

## 승객 세부정보
미 국무부에 따르면 탑승객 중 76명이 미국인이었다.
이 사고로 92명이 병원으로 이송됐으나 생명에 지장이 있는 부상자는 없는 것으로 알려졌다.

## 여파
2011년 12월 7일, NTSB는 331편 추락 사고 조사 결과를 바탕으로 안전 권고 사항을 발표했다. NTSB는 FAA가 순풍 접근 및 착륙(특히 젖거나 오염된 활주로)에 대한 시뮬레이터 훈련 프로그램에서 적절한 조종사 훈련을 보장하기 위한 조치를 취하고, 순풍 착륙과 관련된 위험에 대한 논의를 포함하도록 활주로 초과 방지에 대한 권고를 개정할 것을 권고했다.
NTSB는 또한 사우스웨스트 항공 1248편의 추락 이후 FAA가 상용 항공사 조종사에게 모든 착륙 전에 보수적인 안전 여유를 포함하는 도착 착륙 거리 평가를 수행하도록 요구하는 이전 권장 사항을 다시 밝혔다. NTSB는 FAA가 그러한 규칙을 제안했지만 운영자는 여전히 이를 준수할 필요가 없으며 아메리칸 항공을 포함한 많은 운영자가 331편 추락 당시에 없었다고 지적했다. 그 결과, NTSB의 안전 권장 사항이 재확인되어 "개방성 - 수용할 수 없는 대응"으로 재분류되었다.
2014년 5월 2일 JCAA는 최종 보고서를 발표했다. 최종 조사 보고서는 다음을 포함하여 사고에 대한 여러 원인과 기여 요인을 확인했다.
사고의 원인은 날씨 조건, 비행기의 접지 속도, 착륙 절차 등 다양한 요인에 기인했다. FAA는 이 사건에서의 경험을 토대로 안전 절차를 강화하고, 이후의 비행 안전에 대한 강화된 규정을 적용하였다. 이러한 사고를 계기로 항공산업에서는 비행 중의 안전성 및 비상 상황에서의 대응에 대한 연구와 교육이 강화되었다.
- 331편의 비행 승무원은 킹스턴의 활주로 상태에 대한 정확한 최신 보고서를 제공받지 못했다.
- 비행 승무원은 접근 옵션을 검토하지 않았으며 결과적으로 Kingston 공항의 물 고임 경고를 인식하지 못했고 착륙에 가장 적합한 활주로를 선택하지 않았다.
- 비행승무원들은 뒷바람 착륙 한계에 가까운 뒷바람 속에서 젖은 활주로에 폭우 속에서 착륙하기로 결정했다.
- 비행 승무원은 사용 가능한 최대 수준의 자동 브레이크 또는 플랩을 사용하지 않았다.
- 항공기는 활주로 문턱에서 4,000피트 이상 떨어진 곳에 착륙했다.

NTSB와 마찬가지로 JCAA도 비행 승무원이 모든 착륙 전에 보수적인 안전 여유를 포함하는 도착 착륙 거리 평가를 수행하도록 요구하고 순풍 착륙에 관한 적절한 비행 승무원 지침 및 훈련을 요구하는 조치를 취해야 한다고 권장했다.
조종사들이 착륙을 중단하고 회항하지 못한 것은 이후 아시아나항공 214편의 치명적인 추락 사고와 비교됐다. 아시아나항공 사고에서 조종사는 추락을 막기에는 너무 늦을 때까지 착륙을 중단하고 '복행'을 시작하지 못했다.

## 같이 보기
- 에어프랑스 358편
- 중화항공 605편
- 캐리비안 항공 523편
- 사우스웨스트 항공 1248편
- 아메리칸 항공 1420편 – 비록 사망자가 발생했지만 거의 동일한 상황에서 10년 전에 발생한 사고이다.
- TAM 항공 3054편 - 항공기가 젖은 활주로를 지나쳐 199명이 사망한 유사한 사고